# Nososticta salomonis
Nososticta salomonis är en trollsländeart. Nososticta salomonis ingår i släktet Nososticta och familjen Protoneuridae.

## Underarter
Arten delas in i följande underarter:
- N. s. eburnea
- N. s. salomonis